# Goederenwagon

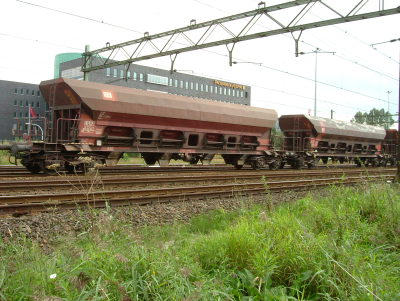
Een goederenwagen van het type Facs

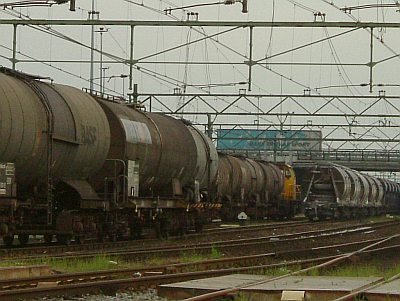
Een trein met ketelwagens; verderop staat een trein met wagens van het type Tapps en Fccpps

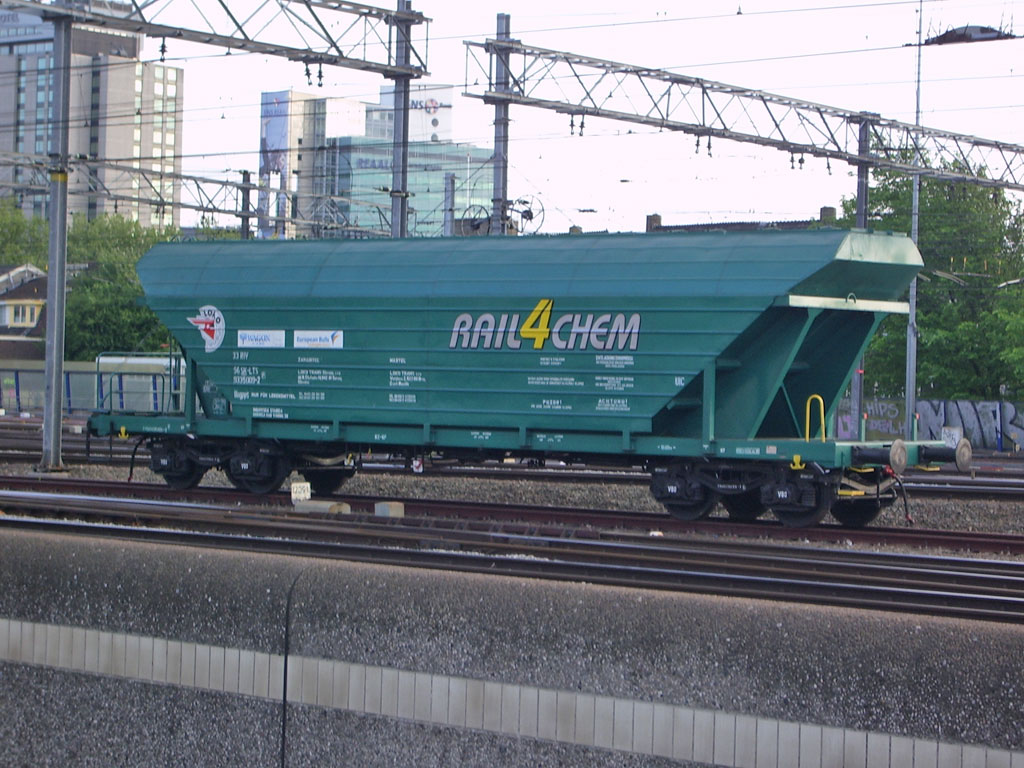
Een graanwagen van Rail4chem

Een goederenwagon of goederenwagen is een railvoertuig zonder aandrijving, dat is bedoeld om een vracht te vervoeren. Een trein die uit goederenwagons bestaat is een goederentrein. Er zijn vele verschillende soorten goederenwagens. Er zijn soorten die worden gebruikt om bulkgoederen te vervoeren, zoals erts en kolen. Andere soorten zijn bedoeld om stukgoederen te vervoeren, zoals etenswaren en post.
Wagon is een leenwoord uit het Frans en betekent in die taal rijtuig. In de begintijd van de spoorwegen in Nederland had het nog de betekenis van rijtuig. In het spoorjargon gebruikt men het woord wagen.

## Types
In grote lijnen kunnen we de volgende wagentypes onderscheiden:
- Open wagens: wagens met een open dak zodat hier bulkgoederen in gestort kunnen worden. Soms is het ook mogelijk om de wagen aan de onderkant te legen. Andere open wagens worden gelost via de zijkant of door de wagen te tippen. Sommige open wagens hebben een dak dat geopend kan worden.
- Gesloten wagens: wagens die zijn afgesloten voor het vervoer van stukgoederen. Via de zijkant kan de wagen beladen worden. Sommige gesloten wagens hebben een koelsysteem om (etens)waren die snel bederven te vervoeren.
- Platte wagens: wagens met een platform waar langwerpige voorwerpen of voertuigen op geplaatst kunnen worden, maar ook bijvoorbeeld zand of grind. Om te voorkomen dat voorwerpen eraf vallen, zijn sommige platte wagens voorzien van rongen. Andere platte wagens hebben een huif, zodat de lading niet aangetast kan worden door het weer.
- Ketelwagens: wagens waar een speciaal vat op is geplaatst, waarin vloeibare stoffen, gassen of poeders opgeslagen kunnen worden.
- Speciale wagens: dit zijn de wagens die niet bij de rest thuishoren, zoals diepladers, transformatorwagens en wagens voor vervoer van radioactief afval. Hierbij tellen ook torpedowagons voor het vervoer van vloeibaar metaal.

## Productie
De eerste goederenwagens in Nederland kwamen in 1840 in dienst, een jaar na de opening van de eerste spoorlijn. Dit waren een veewagen en een paardenwagen. Aparte goederenwagens verschenen pas in 1847, gebouwd door de rijtuigfabrikanten Gerrit Soeders in Maarssen en C.M. van Eujen te Utrecht. De bekendste Nederlandse fabrikant van goederenwagens was Werkspoor.
Bekende Europese fabrikanten van goederenwagens zijn nu onder andere Arad (Roemenië), Arbel Fauvet Rail (Frankrijk), Bombardier Transportation Aachen, voorheen Waggonfabrik Talbot (Duitsland), Waggonbau Niesky (Duitsland) en Alstom LHB (Duitsland).

## Wagencodes
Om aan te geven om wat voor een type goederenwagen het gaat, wordt er internationale codificatie toegepast. Deze codes bestaan uit één hoofdletter die het soort wagen aangeven (zgn. categorieletter) en een onbeperkt aantal kleine letters die de kenmerken van de wagen aangeven. Alleen wagens met het kenmerk "RIV" zijn toegelaten voor internationaal vervoer binnen Europa; deze dienen genormeerde opschriften te dragen.

### Categorieletters
De UIC heeft een codering gemaakt voor de typering van diverse wagens:
- E: Normale open wagen of stortwagen, kiepbaar op de kop en zijdelings, met platte bodem
- F: Speciale stortwagen
- G: Normale gesloten wagen met minimaal acht ventilatiegaten
- H: Speciale gesloten wagen
- I: Koelwagen met thermische isolatie, luchtkoeling, tralievloer en ijsbak
- K: Normale platte wagen op vaste assen met neerklapbare wanden en korte rongen
- L: Speciale platte wagen op vaste assen
- O: Gemengde platte en open wagen met neerklapbare kopwanden en rongen
- R: Normale platte wagen op draaistellen met neerklapbare wanden en korte rongen
- S: Speciale platte wagen op draaistellen
- T: wagen met opengaand dak
- U: Andere speciale wagens dan deze voorkomend in categorie F, H, L, S of Z
- Z: Ketelwagen met (metalen) reservoir voor het vervoer van vloeibare of gasvormige producten

### Letters voor de kenmerken
De letters die de kenmerken aangeven kunnen per categorieletter weer wat anders betekenen. Maar een paar letters geven hetzelfde aan, zoals de a die aangeeft dat de wagen 4 assen of meer heeft, en de s die aangeeft dat de wagen geschikt is voor een snelheid van 100 km/h (ss betekent 120 km/h of sneller).

### Terminologie
- In de gewone taal wordt er meestal gesproken van een goederenwagon. Bij de spoorwegen is echter goederenwagen de juiste term.
- Een wagen die is ingericht voor het vervoer van personen wordt rijtuig genoemd.

### Oude NS-codering (stand van oktober 1964)
Voordat het UIC-systeem vanaf 1 oktober 1964 werd ingevoerd gebruikte de NS eigen soortnamen (soortmerken, telegrafische verkortingen, verkorte benamingen) voor haar goederenwagens.
In de onderstaande lijst van soortnamen zijn de achtervoegsels K en W, die stonden voor het soort remwerk, weggelaten. Als het voorvoegsel voor de snelheid, S- of X-, tussen haakjes staat, betekent dit dat de soortnaam zowel met als zonder voorvoegsel voorkwam. Omwille van de overzichtelijkheid zijn de soortnamen van de NS gegroepeerd volgens de hoofdsoorten van het UIC en voorzien van een kort commentaar. Dit commentaar is niet bedoeld als een volledige verklaring van de oude soortnaam.
Bij nieuw in dienst gestelde wagens was de NS al vanaf 1959 begonnen met het toepassen van UIC-achtige soortnamen. Daarmee liep men in feite vooruit op de internationale invoering van het UIC-systeem. In de meeste gevallen moesten deze soortnamen vanaf 1964 toch weer worden aangepast, bijvoorbeeld: Hbs werd Gbs en Uds-v werd Tds.

#### Normale open wagens (UIC: E)
- GTM: houten kolenwagen
- GTO: stalen ORE-kolenwagen
- GTU: stalen kolenwagen

#### Speciale open wagens (UIC: F)
- Eds, Fds: open onderlosser
- Fads, Fals: open zijlosser
- F-v, Fs-v: kiepwagen

#### Normale gesloten wagens (UIC: G)
- CHD, (X-)CHE: van de HSM en SS overgenomen wagens
- CHDG: voor graanvervoer
- CH(R)M
- GW: groepswagen voor stukgoederenvervoer
- S-CHH: in Hongarije gebouwde wagen
- S-CHO: ORE-wagen
- CHO(M): van Duitsland overgenomen wagen
- S-CHR: groentewagen
- X-CHG: in Tsjechoslowakije gebouwde wagen
- (X-)CHR: van de HSM en SS overgenomen groentewagens
- Ghs: groentewagen, ex-GW
- Hbs: grootvolumewagen

#### Speciale gesloten wagens (UIC: H)
- S-CHK: met kopdeuren
- X-CHGZ: voor graanvervoer, met losluiken
- Hbcs: grootvolumewagen, met kopdeuren
- Hbis: schuifwandwagen

#### Koelwagens (UIC: I)
- CHIB: voor banenenvervoer
- S-CHI: geïsoleerde wagen
- S-CHIZ: voor zeevisvervoer
- S-CHV: voor vleesvervoer
- S-CHVO, Ibces: ORE-koelwagen, voor vleesvervoer
- Ies: ORE-koelwagen

#### Normale platte wagens op vaste assen (UIC: K)
- GZM: zandwagen
- H: rongenwagen met stalen rongen
- HL
- LW: rongenwagen met houten rongen
- LWB
- LWG
- LWP
- S-LWO: ORE-rongenwagen
- (S-)LWR

#### Speciale platte wagens op vaste assen (UIC: L)
- HBU: drieassige wagen
- HHD: laadkistenwagen, voor 3 laadkisten
- HO
- HOL
- MW: drieassige marmerwagen
- (S-)HH: laadkistenwagen, voor 4 laadkisten
- Lacs: drieassige dubbeldekwagen, voor autovervoer

#### Normale platte wagens op draaistellen (UIC: R)
- S-HTS: ORE-rongenwagen
- (S-)HTSV: zogenoemde Allan-wagen

#### Wagens met beweegbaar dak (UIC: T)
- GRU: dekzeilwagen
- GSD: schuifdakwagen
- GLDW,Tb: luikendakwagen
- Te-t: roldakwagen
- Uds-v: zwenkdakwagen

#### Overige wagens (UIC: U)
- KW: zesassige kuilwagen
- Ld: tweeassige kuilwagen
- Saad: achtassige kuilwagen
- Sds: vierassige kuilwagen
- U, Ubcs, Uces, Ucs, Ucs-y: silowagen

Net zoals dit in het UIC-systeem het geval is, kon dezelfde soortnaam gebruikt worden voor wagens die volgens verschillende ontwerpen waren gebouwd. Om ook de ontwerpen te kunnen onderscheiden, wordt in publicaties over dit onderwerp de soortnaam vaak gevolgd door het serienummer van de eerste wagen uit een serie wagens gebouwd volgens een bepaald ontwerp, bv. GTM 54301.
De letter X betekende dat de wagen geschikt was voor 90 km/h, de S betekende 100 km/h.

## Wagennummers
Conform UIC-richtlijnen hebben Europese goederenwagens naast de lettercode ook een elfcijferig wagennummer, plus een controlecijfer.

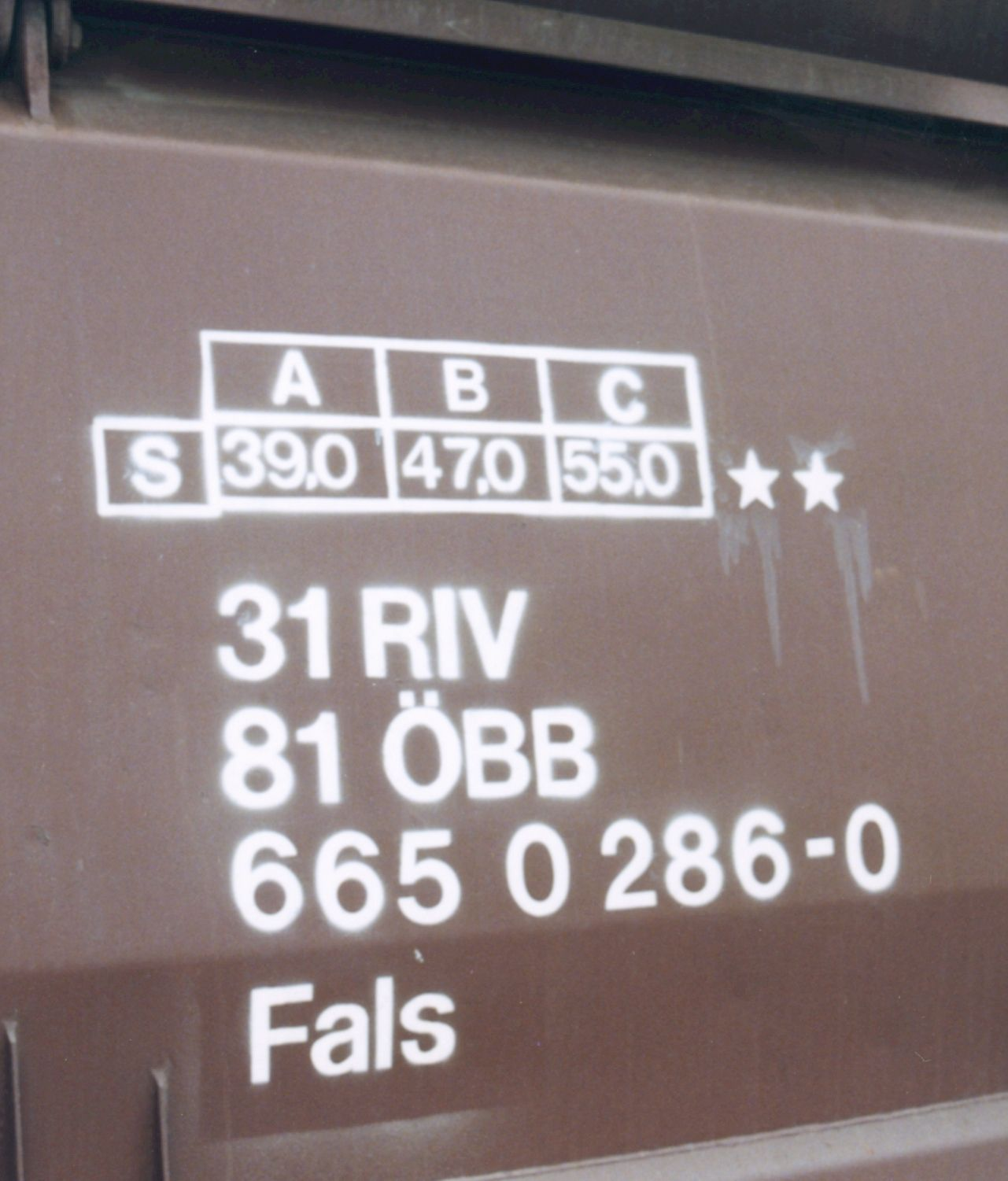
Wagennummer

De wagennummers (vroeger wagonnummers) zijn belangrijke data in het moderne Spoorwegverkeer. De wagennummers maken een eenduidige identificering van een goederenwagen mogelijk, en geven een gemeenschappelijke taal tussen Spoorwegbedrijven, Infrastructuurbeheerders en staatsinstellingen. De hieronder aangegeven schema voor wagennummers is door de UIC voorgeschreven.
De wagennummers hebben de volgende betekenis:
| eerste en tweede positie:   | Code uitwisselingsregiem             |
| derde en vierde positie:    | Eigendomscode (sinds 2006: landcode) |
| vijfde t/m achtste positie: | Typenummer                           |
| negende t/m elfde positie:  | Volgnummer                           |
| twaalfde positie:           | Controlecijfer                       |

### Landcode
Sinds 2006 is de betekenis van het derde en vierde cijfer veranderd. Gaven deze cijfers tot 2006 de wagen eigenaar aan, nu geven deze cijfers het betreffende land aan waar de wagen ingeschreven staat. Vanaf 2006 wordt de wageneigenaar door middel van letters aangegeven. Enkele belangrijke landcodes zijn:
- Duitsland: 80
- Oostenrijk: 81
- Nederland: 84
- Zwitserland: 85
- Frankrijk: 87
- België: 88
- Italië: 83